# Општина Чурила (Клуж)
Чурила (рум. Ciurila) општина је у Румунији у округу Клуж.
Oпштина се налази на надморској висини од 542 m.